# Laura Beatrice Mancini
Laura Beatrice Mancini, född Oliva 17 januari 1821 i Neapel, död 17 juli 1869 i Fiesole, var en italiensk poet. Hon ingick 1840 äktenskap med Pasquale Stanislao Mancini och blev mor till Grazia Pierantoni-Mancini.
Mancini skildrade i dramat Ines (1845) sin egen kärleks- och äktenskapshistoria. Hon utgav 1846 en större dikt, Colombo al convento della Rabida, och 1848 Poesie varie samt författade efter 1860 högstämda kantater och sånger vid patriotiska fester. En samling av hennes lyrik utgavs 1874 under titeln Patria ed amore.